# Бри (Соасон)
Бри (фр. Bruys) насеље је и општина у североисточној Француској у региону Пикардија, у департману Ен (Пикардија) која припада префектури Соасон.
По подацима из 2011. године у општини је живело 19 становника, а густина насељености је износила 3,33 становника/km². Општина се простире на површини од 5,7 km². Налази се на средњој надморској висини од 120 метара (максималној 188 m, а минималној 72 m).

## Демографија
| 1962. | 1968. | 1975. | 1982. | 1990. | 1999. | 2011. |
| ----- | ----- | ----- | ----- | ----- | ----- | ----- |
| 30    | 46    | 37    | 31    | 26    | 19    | 19    |

График промене броја становника у току последњих година